# Atomic Robo-Kid
Atomic Robo-Kid (アトミックロボキッド, en japonais) est un jeu vidéo de type shoot 'em up développé et édité par UPL sur borne d'arcade en 1988. Le jeu a été converti sur Amiga, Atari ST, Commodore 64, Mega Drive, PC-Engine et X68000.

## Système de jeu
Atomic Robo-Kid est un shoot them up à défilement horizontal dans lequel le joueur contrôle le robot éponyme.
Le robot dispose d'un laser qui peut évoluer en récupérant des bonus laissé par certains ennemis. Chaque nouvelle arme obtenue s'ajoute aux armes disponibles, le joueur peut sélectionner à tout moment son arme parmi celles-ci en appuyant sur le bouton B.
Quatre armes différentes peuvent être collectées.
Le tir du robot suit le sens du déplacement, vers la droite ou la gauche de l'écran. Dans certains niveaux à défilements multi-directionnels, le tir reste horizontal.
Le jeu reprend quelques éléments des jeux de plateforme : ainsi au tout début du jeu, le robot peut uniquement marcher, mais un bonus spécial proposé dès le début du premier niveau lui permet de voler pendant tout le reste du jeu.
Il reste toujours possible de marcher lorsque le robot touche le sol, le bouton B servant alors à sauter.

## Versions
Le jeu d'arcade est sorti en novembre 1988. Le titre a été porté en janvier 1990 sur PC-Engine (au Japon seulement), sous le titre Atomic Robo-Kid Special. Activision a récupéré les droits d'adaptations sur Amiga, Atari ST et Commodore 64; le studio anglais Software Studios a développé ses versions, sorties en 1990. Une version Mega Drive, développée par Treco, a vu le jour la même année (au Japon et aux États-Unis seulement).

## Équipe de développement
- Game designer : Tsutomu Fuzisawa
- Programmeur : Toshio Arai
- Character designers : Tsutomu Fuzisawa, Tokuhisa Tazima
- Conception des décors : Noriko Nihei, Akemi Tsunoda
- Effets sonores : Kohji Abe
- Musiques : Mecano Associates

Portages
- Programmation : Michael J. Archer (C64), Jeff Gamon (Amiga, ST)
- Graphisme : Mark Jones (C64)
- Musique : Martin Walker (Amiga, ST, C64)